# Distretto di Dar El Beïda
Il distretto di Dar El Beïda (in arabo ﺩﺍﻳﺮة ﺩﺍﺭ ﺍﻟﺒﻴﻀﺎء‎?, Dāʾirat Dār al-Bayḍāʾ, ossia "Casa Bianca") è un distretto della provincia di Algeri, in Algeria, con capoluogo Dar El Beïda.

## Comuni
Il distretto di El Beïda comprende 7 comuni:
- Dar El Beïda
- Aïn Taya
- Bab Ezzouar
- Bordj El Bahri
- Bordj El Kiffan
- El Marsa
- Mohammadia